# Antirrhinum pulverulentum
Antirrhinum pulverulentum là một loài thực vật có hoa trong họ Mã đề. Loài này được Lázaro Ibiza mô tả khoa học đầu tiên năm 1900.